# Pucusana
Pucusana és un districte de la Província de Lima, Perú. Fa frontera amn l'oceà Pacífic a l'oest, el districte de Santa María del Mar al nord, la Província de Cañete a l'est, i l'oceà Pacífic al sud.
És conegut per les seves platges i atreu molts banyistes tots els estius. Molts d'ells també lloguen apartments durant aquesta temporada, fent que la població augmenti considerablement. Les platges més populars al districte són  Naplo  i  La Tiza .